# زیگ آرنو
زیگ آرنو (آلمانی: Sig Arno؛ ۲۷ دسامبر ۱۸۹۵ – ۱۷ اوت ۱۹۷۵) بازیگر سینما اهل آلمان بود.
از فیلم‌هایی که در آن نقش داشته می‌توان به داستان پام بیچ، جعبه پاندورا و گوژپشت نتردام اشاره کرد.